# Ідельбаково
Ідельба́ково (рос. Идельбаково, башк. Иҙелбәк) — присілок у складі Зіанчуринського району Башкортостану, Росія. Адміністративний центр Казанбулацької сільської ради.
Населення — 1283 особи (2010; 1367 в 2002).
Національний склад:
- башкири — 80%